# Epidendrum cuatrecasasii
Epidendrum cuatrecasasii är en orkidéart som beskrevs av Leslie Andrew Garay. Epidendrum cuatrecasasii ingår i släktet Epidendrum och familjen orkidéer.
Artens utbredningsområde är Colombia. Inga underarter finns listade i Catalogue of Life.